# Carla Visi
Carla Visi, nome artístico de Carla Virgínia Soares Fernandes (Salvador, 31 de agosto de 1970), é uma cantora e jornalista brasileira.
No ano de 1996, substituiu Márcia Freire na banda Cheiro de Amor, tornando-se uma das cantoras de maior presença em programas de TV, emplacando diversos sucessos como: "Vai Sacudir, Vai Abalar", "Quixabeira", "Aviãozinho", "Ficar Com Você", entre outros.Sua passagem na banda foi curta, suficiente com vendas de cerca de 4 milhões de discos vendidos.

## Carreira

### Início e Cheiro de Amor
Iniciou sua carreira em 1987, cantando em bares. Posteriormente, fez backing vocal para Cid Guerreiro e no trio elétrico Armandinho, Dodô & Osmar.
Em 1990, recebeu o convite para substituir Daniela Mercury na Companhia Clic, banda baiana de grande repercussão na época, com a qual gravou dois discos.
Em 1995, convidada para substituir Márcia Freire nos vocais da banda Cheiro de Amor, Carla Visi estreou na banda em 1996 com a música que se tornou o maior  clássico da banda, "Vai Sacudir Vai Abalar" e a canção de MPB "Abre Coração", tema de novela da Globo do CD É Demais Meu Rei.
Em 1997, o disco Cheiro de Amor - Ao Vivo atingiu a marca de um milhão e quinhentas mil cópias, que destacou as músicas "Olha Eu Aí" e "Quixabeira". Gravou ainda Me Chama, 1998, que teve os sucessos "A Dança da Sensual" e "Aviãozinho", e seu quarto e último trabalho com a banda foi o Cheiro de Festa Ao Vivo de 1999, que rendeu os sucessos "Ficar Com Você", "Simpatia" e "Minha Paz".
Ainda como vocalista da banda Cheiro de Amor, Carla Visi fez diversas participações, em projetos paralelos, como o disco "Axé Caê - Jovens Baianos Cantam Caetano" (1996), com a música "Qualquer Coisa". Também, no mesmo ano, regravou "Coração Bobo" para o CD "Forró Legal". Em 1997 foi a vez de participar do CD "Tropicália 30 anos", uma homenagem a esse movimento que propiciou uma revolução na música brasileira, com a música "Geleia Geral". Em 1999, foi convidada a participar de outro projeto da Universal Music, gravando com Martinho da Vila o samba O Amor Não É Brinquedo, no CD Casa de Samba 03.
Em 2000, com a volta de Márcia Freire, tem o contrato reincidido da banda.

### Carreira solo
No ano 2000 partiu para a carreira solo.
Em 2001, um novo convite, dessa vez emprestando a voz para uma releitura e homenagem a Gilberto Gil, num projeto da gravadora Universal/MZA, em Carla Visita Gilberto Gil. O álbum Por Todo Canto, lançado em 2004, rendeu uma turnê no Japão pela RCA/Victor e na Europa pela Som Livre portuguesa.
Em 2006, grávida, fez ensaios de verão em Salvador e animou o carnaval em várias cidades pelo Brasil. No mesmo ano, ´participou também da trilha sonora da telenovela Cidadão Brasileiro, da Rede Record, com uma versão de Eu Sei que Vou te Amar de Tom Jobim e Vinícius de Moraes.
Em 2009, faz show com a banda Eme XXI no Festival de Verão de Salvador. No mesmo ano, gravou o disco Carla Visi E Eu que por questões burocráticas não foi lançado oficialmente.
Em 2011, gravou um CD e DVD Encanto Mestiço.
O mais recente trabalho da cantora baiana é uma homenagem a umas das maiores intérpretes brasileira, Clara Nunes. Lançado em 2013, pela MHP/Sony Music, Pura Claridade com produção de seu amigo radialista, Ricardo Pinheiro, é um disco biográfico onde cada faixa foi retirada de um disco da mineira, lembrando que a mesma lançou 15 discos em sua carreira. É composto por mais duas faixas em homenagem à mineira mais baiana do Brasil, além de contar com participações especiais de Daniela Mercury, Thiaguinho, Pinha, Péricles, Xande de Pilares e Paula Fernandes.
No final de 2013, com a comunicação da saída de Alinne Rosa da Banda Cheiro de Amor, circularam boatos sobre o possível retorno da cantora a banda. De fato o convite foi feito, porém o retorno não ocorreu por divergências contratuais.
A cantora também vem participando das comemorações internacionais do Brazilian Day. Já esteve no primeiro Brazilian Day London (2010), no Brazilian Day Portugal (2011), no Brazilian Day New York (2013), e no Brazilian Day San Diego (2014).
Em 2017. Carla é convidada para ser vocalista da Banda Simpatia que reúne músicos que já fizeram parte da Banda Cheiro de Amor. Após celebrarem 20 anos do lançamento do CD de maior sucesso em suas carreiras, Carla Visi, Bolão, Lalo, Petecão e Zé Henrique recordam o auge do movimento musical que tornou referência para artistas de todo o mundo. Os fãs da época já começaram a matar a saudade, as músicas conquistaram a nova geração que se divertem com canções que embalaram a vida de muita gente. Estreando no Carnaval, a banda já tem novas composições e concorre ao Prêmio Caymmi de Música.

## Discografia

### Companhia Clic
| Ano de Lançamento | Álbum                  | Gravadora |
| ----------------- | ---------------------- | --------- |
| 1992              | Companhia Clic - Vol.3 |           |
| 1993              | Cia. Clic.             | Polygram  |

### Cheiro de Amor
| Ano de Lançamento | Álbum                   | Gravadora       |
| ----------------- | ----------------------- | --------------- |
| 1996              | É Demais Meu Rei        | Polygram        |
| 1997              | Cheiro de Amor Ao Vivo  | Globo/Polydor   |
| 1998              | Me Chama                | Universal Music |
| 1999              | Cheiro de Festa Ao Vivo | Universal Music |

### Solo
| Ano de Lançamento | Álbum                                               | Gravadora                                                |
| ----------------- | --------------------------------------------------- | -------------------------------------------------------- |
| 2001              | Carla Visita Gilberto Gil - Só Chamei Porque Te Amo | Universal/MZA                                            |
| 2004              | Por Todo Canto                                      | RCA/Victor (Japão) Som Livre (Portugal) Tratore (Brasil) |
| 2009              | Carla Visi E Eu                                     | Sem gravadora                                            |
| 2011              | Encanto Mestiço                                     | Independente                                             |
| 2013              | Pura Claridade                                      | MHP/Sony Music                                           |

## Vida pessoal
Bisneta, neta e filha de cantoras, começou sua carreira artística fazendo serestas em família e entre amigos.
Em 2003, sua mãe morreu vítima de um câncer no intestino com metástase no fígado.
Em 2017, teve câncer de mama, passou por um tratamento de quimioterapia e passou por cirurgia para retirada de um nódulo em uma das mamas.
Naturalista, não come carne vermelha ou toma refrigerante há mais de 35 anos.
Carla também é Bacharel em Comunicação Social com habilitação em Jornalismo e Pós–graduada em Gestão Ambiental. Hoje faz mestrado em Ecologia Humana na FCSH - Universidade Nova de Lisboa.

Atualmente, Carla vive em Lisboa.